# نیکلای واویلف

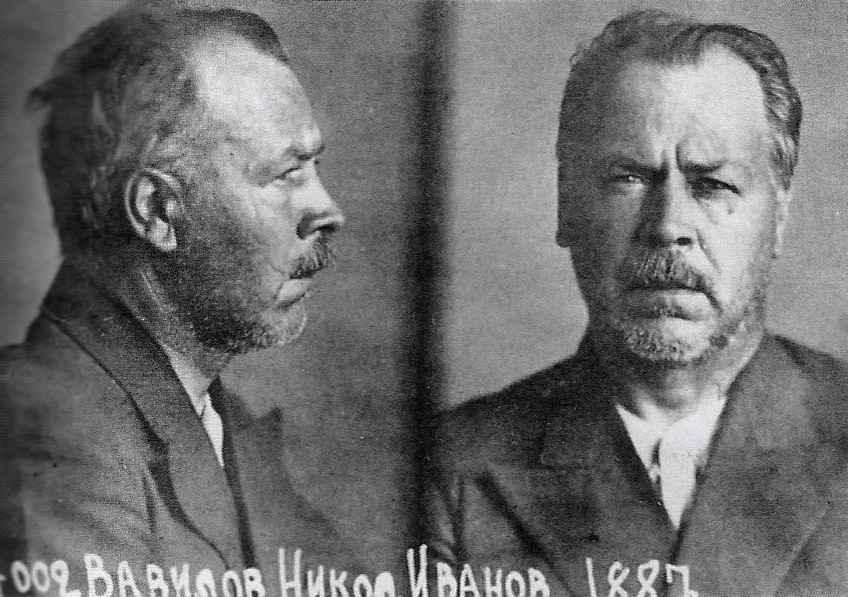
عکس‌های نیکلای واویلف، که در زمان دستگیری اش گرفته شده‌اند.

نیکلای ایوانویچ واویلف (به روسی: Никола́й Ива́нович Вави́лов)(زادهٔ ۲۵ نوامبر ۱۸۸۷- مرگ ۲۶ ژانویهٔ ۱۹۴۳) ژنتیکدان و گیاه‌شناس برجستهٔ اتحاد جماهیر شوروی بود. نامورترین کار او مرکز واویلف دربارهٔ خاستگاه گیاهان زراعی بود. او بخش عمده‌ای از زندگی‌اش را صرف مطالعه و بهسازی گیاهانی چون گندم، ذرت و دیگر غلات نمود. دهانه واویلف در سمت پنهان ماه به افتخار او نام‌گذاری شده‌است.
واویلف زادهٔ مسکو بود و در دانشگاه دولتی کشاورزی روسیه بود. در ۱۹۱۷ دانشگاه ساراتف به استادی برزشناسی رسید. در جریان پاکسازی‌های استالین، واویلف هم در ۱۹۴۰ به زندان افتاد و سه سال پس از آن در زندان درگذشت.